# Lissochlora eugethes
Lissochlora eugethes är en fjärilsart som beskrevs av Louis Beethoven Prout 1912. Lissochlora eugethes ingår i släktet Lissochlora och familjen mätare. Inga underarter finns listade i Catalogue of Life.